# باد قوس (هرمزگان)
باد قوس به گویش محلی ( کوش )
یکی از بادهای معروف در منطقهٔ استان هرمزگان در جنوب ایران است.
باد قوس (کوش) بادی است زمستانی که جهت «شرقی» – «غربی» دارد و باعث بارش باران فراوان درمنطقه می‌شود، و از بادهای موسمی استان هرمزگان است.